# Skupina Kosihy-Čaka
Skupina Kosihy-Čaka (v Maďarsku nazývaná skupina Makó-Čaka nebo skupina Makó) byla skupina vučedolské kultury v mladším eneolitu na jižním západním a středním Slovensku a v části Maďarska. 
Pohřbívalo se převážně žárově. Bohatě je zastoupena keramika, zejména vučedolského typu. Nálezy mědi jsou velmi vzácné. 
Naleziště na Slovensku: sídliště se zemljankami (Čaka, Šurany-Nitriansky Hrádok, Nové Zámky), jednotlivé hroby (Čaka, Ivanka pri Dunaji, Šaľa, Dedinka).